# 四国電業
四国電業株式会社（しこくでんぎょう）は、愛媛県に店舗を置いていた電器店。2008年に廃業した後も法人は存続していたが、2017年8月31日にて解散した。

## 沿革
- 1928年 - 寺町電気店として創業。
- 1947年5月 - 法人化。
- 1977年4月 - 電業CS株式会社を設立。
- 2006年
  - 2月 - 電業CS株式会社を吸収合併。
  - 3月 -　ケーズデンキと業務提携を締結[3]。
- 2008年3月 - 西条パワフル館、東予パワフル館をビッグ・エスに譲渡[4]。
- 2017年8月 - 「四国電業株式会社」が解散。

## 店舗一覧
- 今治ワールドプラザ店（今治パワフル館）2008年3月9日閉鎖
- 大洲店（大洲市）2008年1月31日閉鎖、2012年11月に開業した同名店舗とは無関係
- 西条店（西条市・西条パワフル館）
- 東予パワフル館（西条市：旧東予市）
2006年のケーズデンキ契約の際に、同社子会社となったビッグ・エスから経営移管された。しかし2年後にビッグ・エスに戻った。

## ケーズデンキとの業務提携
- 近年、愛媛県内にヤマダ電機、コジマ、ベスト電器、エディオン、デンキのダイナマイト《現中四国テックランド》などが進出し、経営が悪化し店舗の統合やコスト削減を行ってきた。
- 2006年3月、ケーズデンキと業務提携を結び、ケーズデンキのフランチャイズとして営業することとなった。
- 既存店舗をケーズデンキ店舗に転換して営業していたが、2008年3月までに全店舗が閉鎖もしくはビッグ・エスに売却され、運営店舗はなくなってしまった。